# 카카오 T
카카오 T(Kakao T)는 카카오가 2015년 출시한 콜택시 및 대중교통 서비스 애플리케이션(앱)이다. 카카오택시 이용자(승객)는 카카오 계정으로 로그인해 이용자 정보를 카카오택시에 적용한다. 이용자가 승객용 앱을 통해 택시 요청을 하면 카카오택시 기사용 앱에 가입한 택시기사에게 이용자의 현 위치정보와 목적지 등이 전송된다.
카카오택시는 카카오 계정으로 연동하여 사용한다는 점, 전국 어디에서나 사용 가능한 점 등의 편의성과 기사, 승객 평가 시스템을 운영한다는 점 등의 부분에서 차별성을 앞세워 운영하고 있다. 카카오택시는 출시 3개월만에 누적 호출 수가 500만 건을 넘어섰다. 2017년 11월에는 출시 3년여 만에 누적 승객 수 1371만 명을 돌파했고, 누적 운행 거리는 1,601,700,000 km로, 서울과 부산을 186만 번 왕복한 것과 같다는 집계결과가 나왔다.

## 서비스 목록

### 택시
2015년 1월 31일부터 택시의 기사 모집을 해서 같은 해 3월 31일부터 운영하고 있는 택시 서비스이다. 현재는 대한민국과 일본에서 운영 중이다.

#### 블루

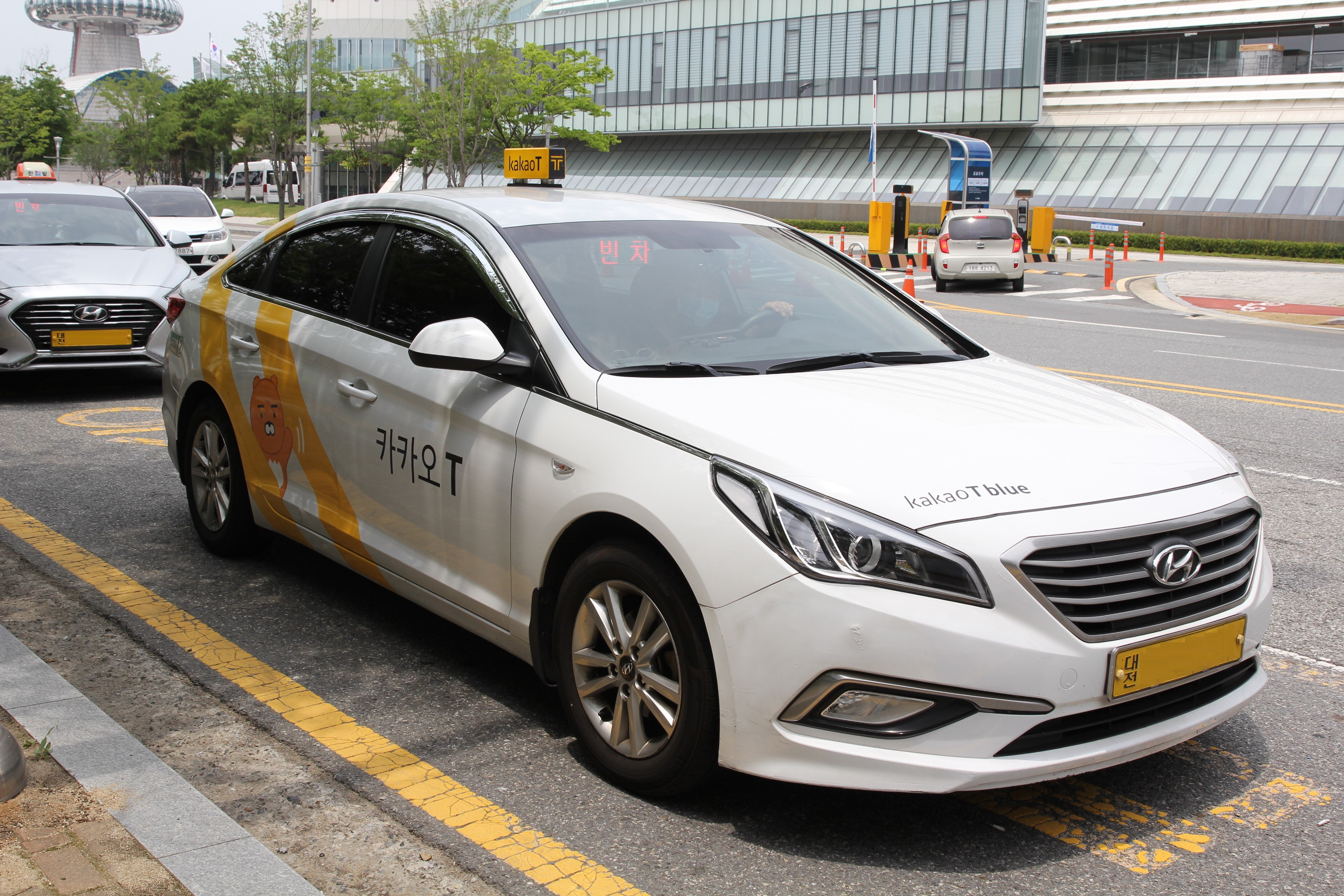
카카오 T 블루 차량

#### 재팬택시
2018년 12월 6일부터 일본 택시 기업인 재팬택시와 제휴를 맺어 운영하는 택시 서비스이다.

#### 해외여행
2019년 10월 14일부터 베트남을 시작으로 외국에서 서비스하는 대중교통 서비스이다.

### 블랙
2015년 11월 3일부터 운행하는 고급 택시 호출 서비스이다.

### 대리
대리운전 서비스이다.

### 주차
근처 주차장을 검색하고 편리하게 예약, 결제할 수 있는 서비스이다.

### 카풀
2018년 12월 6일부터 시범서비스를 하다가 아래 사건으로 인해 2019년 1월 18일에 중단한 승차 공유 서비스이다.

### 바이크
2019년 3월 6일부터 카카오에서 운영하는 자전거 대여 서비스이다. 현재는 서울특별시 송파구(위례신도시), 인천광역시 연수구, 남동구(일부), 대전광역시, 울산광역시(일부), 경기도 남양주시(다산동 일대), 성남시와 하남시(위례신도시), 강원특별자치도 원주시(일부), 전북특별자치도 전주시 등에서만 서비스하고 있다.

## 카풀 영업 논란
카카오는 2018년 2월에 카풀 스타트업인 럭시를 인수하며 본격적으로 카풀 시장에 뛰어들기로 하였다.
이에 대해 택시업계는 강하게 반발하며 법적으로 카풀을 금지할 것을 강하게 요구하였고, 파업 시위를 벌이기도 하였다.
그러나 시민들은 택시기사들의 승차거부 및 난폭운전 문제를 지적하며 비호의적인 반응을 보였다. 또한 버스와 지하철 운행 시간이 연장되고 배차 간격이 줄어드는 등 서울시에서 대응책을 마련해 파급력이 축소되었다. 그리고 택시기사들이 고사할 것이라는 업계의 우려와 달리, 카카오 T 카풀 드라이버가 되기 위해서는 준중형 이상 차량을 소유하고 있어야 하고, 등록된 지 7년 이하의 차량이어야 하며, 대인배상2에 가입되어 있어야 한다는 3가지 조건을 모두 갖춰야 하므로 진입 장벽이 높기 때문에, 택시업계에 미치는 영향이 크지 않다는 반박이 나온다.
정부는 카풀 가능 시간을 특정하지 않고 횟수를 하루 2회로 제한하고, 카풀 기사는 별도의 직업이 있는 경우에만 허용하는 것으로 방침을 정했다. 또 택시업계에서 요구하는 카풀 전면 금지는 거부하였다.

### 택시기사 분신 자살 사건
2018년 12월 10일 2시에 택시기사 최 모씨가 휘발유를 싣고 국회로 가다가 경찰에 의해 적발되자 300m를 도주한 후 카풀을 반대하는 목적으로 분신 자살을 했으며, 병원으로 옮겨졌지만 치료 도중 숨졌다.

### 택시기사 단체 파업 및 대규모 집회 사건
택시업계가 12월 20일 오후 2시 서울 여의도에서 카카오 카풀 서비스에 반대하는 대규모 집회를 열었다. 새벽부터는 전국의 택시 26만 대 가운데 상당수가 24시간 동맹휴업에 돌입했다.